# Aage Walther
Aage Walther (Kølstrup, Kerteminde, Dinamarca Meridional, 21 d'abril de 1897 – Kølstrup, Kerteminde, 5 de desembre de 1961) va ser un gimnasta artístic danès que va competir a començaments del segle xx.
El 1920 va prendre part en els Jocs Olímpics d'Anvers, on va guanyar la medalla de plata en el concurs per equips, sistema suec del programa de gimnàstica.